# Duria
Duria es la mascota oficial de los Juegos Asiáticos de 2002, que se celebraron en Busan en septiembre y octubre de 2002.